# Joan II de Brabant
Joan II de Brabant o Joan el Pacífic (27 de setembre de 1275 - Tervuren, 27 d'octubre de 1312) fou duc de Brabant i Limburg del 1294 a la seva mort.
Era fill de Joan I, duc de Brabant i de Limburg, i de Margarida de Dampierre. Es va casar el 9 de juliol de 1290 a l'abadia de Westminster amb Margarida d'Anglaterra, filla d'Eduard I, i Elionor de Castella. Aquest acord matrimonial s'inscrivia en un conjunt d'aliances ideat per Eduard per disposar de suports en el seu enfrontament amb el rei de França Felip IV el Bell. Fruit de la consumació matrimonial nasqueren Joan III (1300 -1355), duc de Brabant i de Limburg. Va deixar alguns fills il·legítims entre els quals: Jean de Corsselaer (mort després del 19 de maig de 1373), senyor de Wittem (1344), senyor de Wailwilre i de Machelen, que va tenir descendència; Jean Cordeken o de Cordekeim (mort abans de 1361), senyor de Glymes, fundador de la casa de Glymes.
La participació de Joan, duc des 1394, a la Lliga contra França encapçalada per Eduard, amb Guiu de Dampierre, comte de Flandes i altres senyors, fou no obstant molt dubitativa, i el 1300 l'aliança va quedar dissolta per les vacil·lacions dels seus components abans de llançar l'atac. Des del primer moment va haver de fer front a més a revoltes internes i tumults a les ciutats, promoguts pels grups burgesos enriquits amb la indústria i el comerç de teles, que reclamaven acabar amb els privilegis del patriciat urbà. Anvers, Malines, Bolduque, Lovaina i finalment Brussel·les el 1306 es van amotinar successivament i momentàniament van aconseguir expulsar d'elles als patricis. Sotmeses les ciutats als rebels, es va desencadenar una onada de persecucions contra els jueus, protegits pel duc que percebia els seus impostos.
Aclaparat pels deutes i greument malalt del mal de pedra, el 1312 va convocar a Kortenberg a la noblesa i els representants de les ciutats, en les que persistien les mostres de descontentament. El resultat de la reunió va ser l'aprovació de la "Carta de Kortenberg" que limitava la imposició de noves càrregues fiscals, establia mecanismes de control de la justícia i reconeixia a les ciutats els seus privilegis i dret consuetudinari, a més de crear un consell en el qual estarien presents membres de la noblesa i del poble.
Va morir el 27 d'octubre de 1312, al mes de signar la Carta, deixant com a hereu un fill, l'únic mascle, de poc més de dotze anys, Joan III.